# Fußballer des Jahres in Namibia
Als Namibischer Fußballer des Jahres beziehungsweise der Spielzeit (englisch  Namibia's Footballer of the Year, Namibia's Player of the Season oder Namibia's Player of the Year) wird seit 2004 der beste Fußballspieler Namibias ausgezeichnet.

## Männer

### Entscheidungsfindung
Es gibt pro Spielzeit zwei unabhängige Auszeichnungen. Die Entscheidung treffen bei beiden Auszeichnungen die zwölf Trainer der Namibia Premier League nach jeder Saison, bei der Auszeichnung des Namibia Sport Magazins wurde in einigen Jahren eine Leserabstimmung durchgeführt. Bei der Auszeichnung der Namibia Football Association werden Vorgaben unter anderem in Hinblick auf die Nichtwählbarkeit von Spielern aus der eigenen Mannschaft gemacht. Ab der Saison 2009/10 stimmt die Öffentlichkeit über die Spieler eines jeden Spiels der Namibia Premier League ab, diese wiederum kommen in die Auswahl des Spielers des Monats und aus den Monatssiegern wird schlussendlich der Spieler des Jahres gewählt. 2009 wurde die Auszeichnung erstmals unter dem Dach der Namibia Premier League und nicht des Fußballverbandes vergeben.
Die Auszeichnung wird vom namibischen Mobilfunkbetreiber MTC gesponsert.

### Bisherige Titelträger

#### National
| Jahr      | Spieler                           | Verein1                  | Vergabe                                                              |
| --------- | --------------------------------- | ------------------------ | -------------------------------------------------------------------- |
| 2004      | Arnold Subeb                      | Black Africa             | Namibia Sport Magazin                                                |
| 2005      | Henrico Botes William Chilufya    | Ramblers FC Civics FC    | Namibia Football Association Namibia Sport Magazin (Leserabstimmung) |
| 2005/2006 | Heinrich Isaacks William Chilufya | Civics FC                | Namibia Football Association Namibia Sport Magazin (Leserabstimmung) |
| 2006/07   | Rudolf Bester                     | Blue Waters              | Namibia Sport Magazin                                                |
| 2007/08   | Jamunovandu Ngatjizeko            | Civics FC                | Namibia Football Association                                         |
| 2008/09   | Jerome Louis Marco van Wyk        | Black Africa SK Windhoek | Namibia Premier League Namibia Sport Magazin                         |
| 2009/10   | Max Mbaeva                        | African Stars            | Namibia Premier League                                               |
| 2010/11   | Bradley Wermann                   | Black Africa             | Namibia Premier League                                               |
| 2011/12   | Heinrich Isaacks                  | Civics FC                | Namibia Premier League                                               |
| 2012/13   | Riaan Cloete                      | African Stars            | Namibia Premier League                                               |
| 2013/14   | Willy Stephanus2                  | Black Africa             | Namibia Premier League                                               |
| 2014/15   | Pat-Nevin Uanivi                  | African Stars            | Namibia Premier League                                               |
| 2015/16   | Absalom Iimbondi                  | Tigers FC                | Namibia Premier League                                               |
| 2016/17   | nicht ausgetragen                 | nicht ausgetragen        | nicht ausgetragen                                                    |
| 2017/18   | Panduleni Nekundi                 | African Stars            | Namibia Premier League                                               |
| 2018/19   | Isaskar Gurirab                   | Life Fighters FC         | Namibia Premier League                                               |
| …         | …                                 | …                        | …                                                                    |
| 2024/25   | Charles Hambira                   | African Stars            | Namibia Premier Football League                                      |

1 zur Zeit der Vergabe der Auszeichnung
2 gleichzeitig zum Spieler der Saison und des Jahres gekürt.

#### International
| Jahr      | Spieler         | Verein1        | Vergabe                      |
| --------- | --------------- | -------------- | ---------------------------- |
| 2007/2008 | Hartman Toromba | Black Leopards | Namibia Football Association |

1 zur Zeit der Vergabe der Auszeichnung

## Frauen

### Bisherige Titelträgerinnen
| Jahr    | Spieler         | Verein1            | Vergabe                      |
| ------- | --------------- | ------------------ | ---------------------------- |
| 2007/08 | Salome Iyambo   | Okahandja Beauties | Namibia Football Association |
| 2008/09 | Leandri Lucas   | Rehoboth Queens    | Namibia Football Association |
| …       | …               | …                  | …                            |
| 2015/16 | Zenatha Coleman | Tura Magic         | Namibia Football Association |
| 2018/19 | Naris Emma      | Tura Magic         | Namibia Football Association |
| …       | …               | …                  | …                            |
| 2024/25 | Memory Ngonda   | Ongos Ladies       | Namibia Football Association |

1 zur Zeit der Vergabe der Auszeichnung